# Cànyoles
El Cànyoles és un riu de les comarques centrals del País Valencià, afluent del riu Albaida pel marge dret, dins la conca del Xúquer.

## Recorregut
Naix al paratge del Caperutxo, dins del terme de la Font de la Figuera (la Costera). El naiximent està a 900 msnm i es troba als peus del port d'Almansa, prop de la serra d'Énguera. El riu creua tota la comarca de la Costera d'oest a est, i al llarg del seu recorregut rep les aportacions de més de 25 barrancs de recorregut curt que baixen de les dues grans serres que flanquegen la vall: pel nord, la serra de la Plana i pel sud, la serra Grossa.
A la vall de Montesa, també coneguda com del Cànyoles, pel riu que la travessa, rep les aportacions del riu dels Sants i, sobretot les aigües residuals dels municipis de l'Alcúdia de Crespins i Canals, que n'asseguren un cabal continu tot l'any. També travessa els termes municipals de la Font de la Figuera, Moixent, Vallada, Montesa, Canals, Vallés, la Granja de la Costera i Xàtiva, tots a la comarca de la Costera.
A la seua arribada a la comarca de la Ribera Alta confluïx amb el rius Albaida i Barxeta, per a tots tres recórrer uns pocs quilòmetres i desembocar al Xúquer.
El Cànyoles fa un recorregut d'uns 40 km i la seua conca ocupa 642 km². El cabal del riu és molt irregular, de règim mediterrani. Abastix d'aigua 2.373 ha d'horta a través d'un sistema de séquies i braços, entre les quals destaquen les séquies de la Llosa, de Meses i del Palmeral.
En la bibliografia antiga, apareix referenciat com a riu de Montesa i agafa el nom de la vall que creua.

## Projecte Emys
El Projecte Emys d'Acció Ecologista-Agró realitza el cens de la població de tortuga d'aigua ibèrica del riu Cànyoles al seu pas per Moixent i Xàtiva.
L'any 2012 constataren la presència de tortugues autòctones en diferents indrets de Moixent, a l'embassament del Bosquet i en el riu Cànyoles, comptabilitzant 93 Mauremys leprosa (41 mascles i 57 femelles), al seu pas per Moixent. La majoria de les tortugues d'aigua ibèriques censades eren individus jóvens, un fet que es pot interpretar com que la població d'esta espècie, protegida i prioritària al País Valencià, es troba en fase de recuperació en la zona. Sens dubte, la millora de la qualitat ambiental del riu Cànyoles, on durant els darrers anys s'han posat en funcionament diferents depuradores i s'ha incrementat el control dels vessaments industrials, hauria ajudat a la recuperació de les Mauremys leprosa. Tanmateix, per a assegurar-ne la supervivència encara cal millorar el seu hàbitat i especialment conscienciar a la ciutadania respecte a la conservació de les nostres tortugues autòctones, per a evitar així que les capturen per entreteniment.